# FCラピド・ブカレスト
FCラピド・ブカレスト（ルーマニア語: Fotbal Club Rapid București、ルーマニア語発音: [raˈpid bukuˈreʃtʲ]）は、ルーマニア・ブカレストを本拠地とするサッカークラブチーム。

## 概要
同じ街を本拠とするFCステアウア・ブカレストやFCディナモ・ブカレストとはライバル関係にあり、しばしばサポーター同士の衝突の発展する。そのほかのライバルとしては、FCペトロルル・プロイェシュティが挙げられる。近年、保守党所属の有力政治家ゲオルゲ・コポスがオーナーとなり、支援を受けている。若手育成にも力を入れている。
2005-06シーズンのUEFAカップはベスト8にはいった。1回戦ではフェイエノールトを破り、決勝トーナメントではヘルタ・ベルリン、ハンブルガーSVのドイツ勢を倒した。準々決勝はFCステアウア・ブカレストとのルーマニア勢同士の対戦となり、アウェーゴール差で敗退した。2006-07シーズンは2季連続でのグループリーグ進出を決めたが、グループリーグでは4戦4分で敗退した。2007-08シーズンは1回戦で1.FCニュルンベルクに敗れ、3季連続のグループリーグ進出はならなかった。
2012-13シーズンはリーガ1を8位で終えたが、債務超過のためにライセンスが下りず、2013-14シーズンはリーガ2で戦うことになった。2014-15シーズンはリーガ1に復帰したが16位で再度降格した。

## クラブ名の遍歴
| 年        | クラブ名                                  |
| 1923-1937 | CFRブカレスト                             |
| 1937-1945 | ラピド・ブカレスト                        |
| 1945-1950 | CFRブカレスト                             |
| 1950-1958 | ロコモティヴァ・ブカレスト                |
| 1958-2016 | ラピド・ブカレスト                        |
| 2016-2017 | ミシュカレア・フェロヴィアラCFRブカレスト |
| 2017-2018 | アカデミア・ラピド・ブカレスト            |
| 2018-2019 | FC Rブカレスト                            |
| 2019-現在 | FCラピド・ブカレスト                      |

## タイトル

### 国内タイトル

#### リーグ
- リーガI:3回

1966-67, 1998-99, 2002-03
- リーガII:6回

1952, 1955, 1974-75, 1982-83, 1989-90, 2015-16
- リーガIII:1回

2018-19
- リーガIV - ブカレスト:1回

2017-18
- リーガV - ブカレスト (ミシュカレア・フェロヴィアラCFRとして) :1回

2016-17

#### カップ
- クパ・ロムニエイ:13回

1934-35, 1936-37, 1937-38, 1938-39, 1939-40, 1940-41, 1941-42, 1971-72, 1974-75, 1997-98, 2001-02, 2005-06, 2006-07
- スーペルクパ・ロムニエイ:4回

1999, 2002, 2003, 2007
- クパ・ロムニエイ – ブカレスト:1回

2017-18
- クパ・リギー:1回

1994 (親善試合)
- クパ・バサラビエイ:1回

1942
- クパ・プリマヴェリー:1回

1957

### 国際タイトル
- バルカン・カップ:2回

1964, 1966
- ヨーロピアン・レールウェイズ・カップ:1回

1968

## 過去の成績
- 2000-01 リーガ1 4位
- 2001-02 リーガ1 3位
- 2002-03 リーガ1 1位
- 2003-04 リーガ1 3位
- 2004-05 リーガ1 3位
- 2005-06 リーガ1 2位
- 2006-07 リーガ1 4位
- 2007-08 リーガ1 3位
- 2008-09 リーガ1 8位
- 2009-10 リーガ1 7位
- 2010-11 リーガ1 4位
- 2011-12 リーガ1 4位
- 2012-13 リーガ1 8位 債務超過のため降格
- 2013-14 リーガ2 (セリア1) 2位 昇格
- 2014-15 リーガ1 16位 降格
- 2015-16 リーガ2 (セリア1) 1位 破産のため降格
- 2016-17 リーガ5 (ブカレスト) 1位 昇格
- 2017-18 リーガ4 (ブカレスト) 1位 昇格
- 2018-19 リーガ3 (セリア2) 1位 昇格
- 2019-20 リーガ2 6位
- 2020-21 リーガ2 2位 昇格
- 2021-22 リーガ1 9位

## 現所属メンバー
2025年2月12日 現在
注：選手の国籍表記はFIFAの定めた代表資格ルールに基づく。
| No. | Pos. |                  | 選手名                           |
| --- | ---- | ---------------- | -------------------------------- |
| 1   | GK   | オーストリア     | フランツ・シュトルツ             |
| 3   | DF   | ルーマニア       | ロベルト・バデスク               |
| 4   | MF   | エストニア       | マティアス・カイト               |
| 5   | DF   | ルーマニア       | アレクサンドル・パシュカヌ       |
| 7   | MF   | ルーマニア       | クラウディウ・ミコフスキ         |
| 8   | MF   | ルーマニア       | コンスタンティン・グラメニ       |
| 9   | FW   | カメルーン       | クリントン・エンジ               |
| 10  | MF   | ルーマニア       | クラウディウ・ペトリラ (第4主将) |
| 11  | FW   | セルビア         | ボリザヴ・ブルマズ               |
| 13  | DF   | ルーマニア       | デニス・チョボタリウ             |
| 14  | MF   | スロバキア       | ヤクブ・フロマダ                 |
| 15  | MF   | ルーマニア       | カタリン・ヴァルトゥラル         |
| 16  | GK   | ルーマニア       | マリアン・アヨアニ               |
| 17  | MF   | ノルウェー       | トビアス・クリステンセン         |
| 18  | MF   | コートジボワール | カデル・ケイタ                   |

| No. | Pos. |                          | 選手名                             |
| --- | ---- | ------------------------ | ---------------------------------- |
| 19  | DF   | ルーマニア               | ラズヴァン・オネア (副将)          |
| 21  | DF   | ルーマニア               | クリスティアン・イグナット         |
| 22  | DF   | ルーマニア               | クリスティアン・サプナル ()        |
| 23  | DF   | ルーマニア               | クリスティアン・マネア             |
| 24  | DF   | ルーマニア               | アンドレイ・ボルザ                 |
| 25  | MF   | ベルギー                 | シャン・エマーズ                   |
| 28  | MF   | セルビア                 | ルカ・ゴイコヴィッチ               |
| 29  | MF   | ルーマニア               | アレクサンドル・ドブレ             |
| 30  | FW   | ナイジェリア             | David Ankeye                       |
| 31  | GK   | ルーマニア               | アドリアン・ブリチュ               |
| 47  | DF   | ドイツ                   | クリストファー・ブラウン (第3主将) |
| 55  | MF   | ルーマニア               | ラレシュ・ポップ                   |
| 66  | MF   | カーボベルデ             | ディオゴ・メンデス                 |
| 69  | MF   | ナイジェリア             | Peter Ademo                        |
| 95  | FW   | ボスニア・ヘルツェゴビナ | エルヴィル・コリッチ               |

## 歴代監督
- ヴィオレル・ヒゾ 1993-95
- ニコラエ・マネア 1997
- ミルチェア・ルチェスク 1997-1998, 1999-2000
- アンゲル・ヨルダネスク 2000
- ミルチェア・レドニク 2000-2001
- ヴィオレル・ヒゾ 2001-2002
- ミルチェア・レドニク 2002-2003
- ダン・ペトレスク 2004
- ヴィオレル・ヒゾ 2004
- ラズヴァン・ルチェスク 2004-2007
- クリスティアーノ・ベルゴーディ 2007, 2015
- ミルチェア・レドニク 2007-2008
- マリアン・ラダ 2008
- ジョゼ・ペセイロ 2008
- ヴィオレル・ヒゾ 2009
- マリアン・ラダ 2009
- ニコラエ・マネア 2009-2010
- ヨアン・アンドネ 2010
- マリウス・シュムディカ 2010-2011
- マリアン・ラダ 2011, 2012-2013, 2014-2015
- ラズヴァン・ルチェスク 2011-2012
- ヨアン・サバウ 2012
- ヴィオレル・モルドヴァン 2013-2014
- ヨアン・ガネア 2014
- クリスティアン・プスタイ 2015
- ダン・アレクサ 2015-2016
- ニール・レノン 2024
- マリウス・シュムディカ 2024-

## 歴代所属選手

### GK
- エリントン・サンチョテネ・アンドラーデ
- ラドゥカヌ・ネクラ 1965-1975
- ボグダン・ステレア 1994-1995, 2001-2002, 2004-2005
- ボグダン・ロボンツ 1997-2000

### DF
- バレンティン・バドイ
- ダン・コエ 1961-1971
- ラズヴァン・ラツ 1997-2000, 2001-2003
- クリスティアン・サプナル 2006-2008, 2010
- マルコス・タマンダレ 2007-2008
- ヴラディミル・ボジョヴィッチ 2007-

### MF
- ダニエル・パンク 1997-1999, 2000-2002, 2006, 2008, 2011-
- デニス・シェルバン 2002
- コスティン・ラザル 2006-2011
- オヴィディウ・ヘレア 2007-
- シュテファン・グリゴリエ 2007-
- セシーニャ 2007-2011

### FW
- ヨアン・ガネア 1999, 2007
- ダニエル・ニクラエ 2001-2006
- ヴィオレル・モルドヴァン 2006-2007
- ピエール・ボヤ 2007-2009
- アレクサンドル・ヨニツァ 2009-2010, 2012